# Kaplica cmentarna św. Sebastiana w Szemrowicach
Kaplica św. Sebastiana – rzymskokatolicka kaplica położona na cmentarzu we wsi Szemrowice (gmina Dobrodzień). Kaplica należy do parafii Świętej Trójcy w Szemrowicach w dekanacie Dobrodzień, diecezji opolskiej.

## Historia kościoła
Drewniana kaplica została wybudowana w XVIII wieku. Ocalała po pożarze drewnianego kościoła Świętej Trójcy, który spłonął w 1965 roku. W tym samym roku została poddana remontowi. Stoi przy cmentarzu nowo wybudowanego kościoła parafialnego. Służy parafianom jako kaplica cmentarna.
Jest to budowla z drewna modrzewiowego, orientowana, o konstrukcji zrębowej. Pozostałość prezbiterium spalonego kościoła, zamknięte dwubocznie. Dach pokryty jest gontem. Wewnątrz strop płaski.